# Legazpi (bairro de Madrid)
Legazpi é um dos sete bairros administrativos do distrito de Arganzuela, em Madri (Espanha). Tem uma área de 1,40 km² e uma população de 25.550 habitantes. Seu território tem forma de trapézio e está situado a sudeste do distrito, delimitando-se pelas ruas do Vado de Santa Catalina, Bolívar, Bronce, a avenida del Planetario e Méndez Álvaro ao norte; a rodovia de circunvalación M-30 ao sudeste e o rio Manzanares e a M-30 ao sul. Está rodeado pelos bairros, pertencentes ao mesmo distrito, de La Chopera, Las Delicias e Atocha ao norte; Almendrales e Orcasitas, do distrito de Usera, ao sudoeste, e Entrevías, do distrito de Puente de Vallecas, ao sudeste. Dentro do sistema atual de divisão da cidade, o distrito de Arganzuela tem o código 02 e Legazpi o 24.

## História
Até o século XIX o bairro era uma zona rural, cortado ao norte pelo caminho de Vicálvaro, atual rua de Méndez Álvaro. Em 1860 foi aprovado o Plano de Ensanche de Madri de Carlos María de Castro, que neste bairro pretendia urbanizar a zona nordeste mas que não foi efetivada. Desde esse mesmo ano, com a construção da estrada de ferro de anel viário que uniu as estações de Atocha e da Norte (atual Príncipe Pío) e especialmente trouxe a construção da Estação de Delicias em 1880 no bairro vizinho de las Delicias, cujas vias atravessam o bairro na zona oeste, que começou a encher-se de fábricas e lojas, atividades que marcaram a existência do bairro durante o século XX.

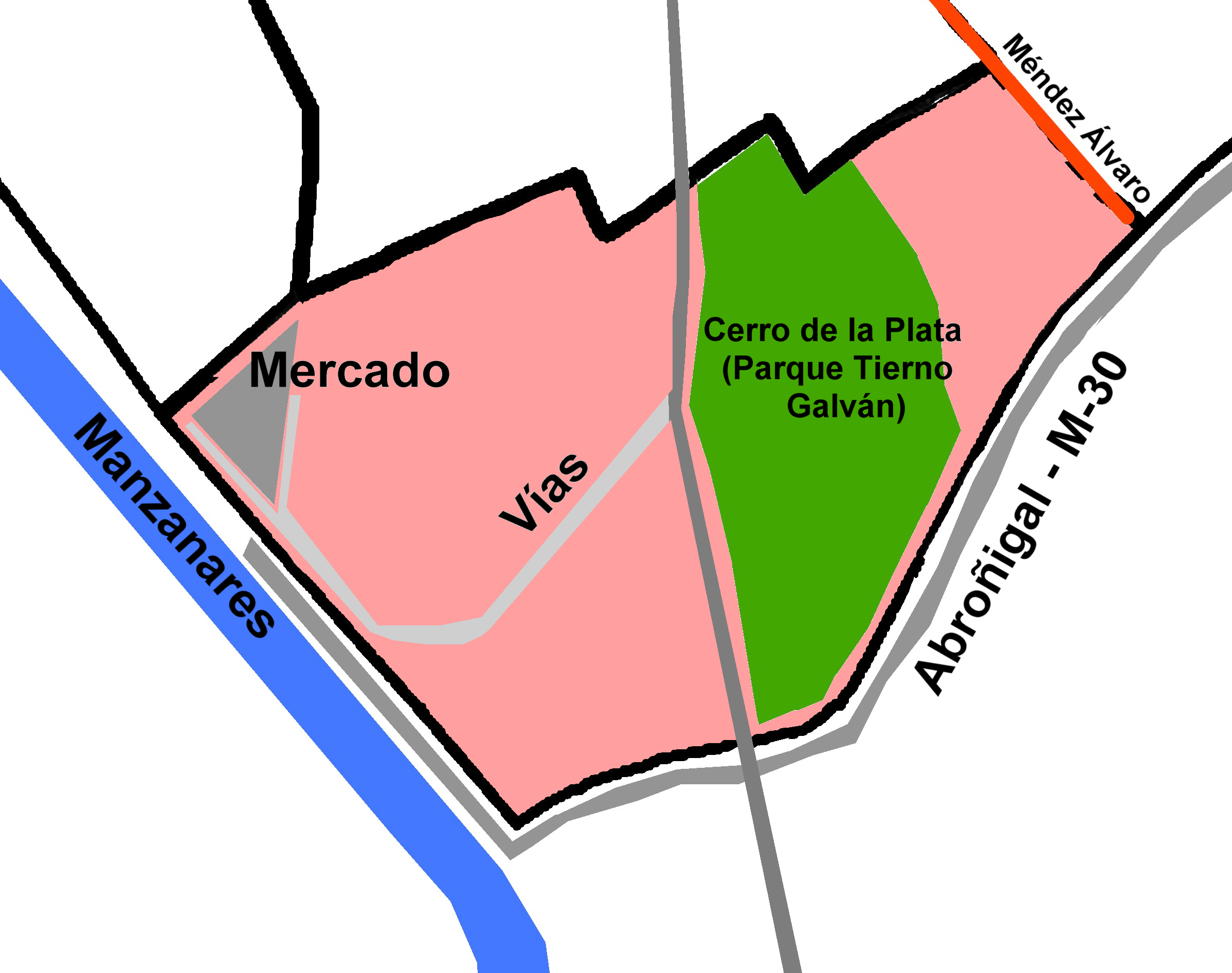
Mapa esquemático do bairro de Legazpi no qual se mostram os pontos principais que configuraram seu desenvolvimento.

Em 1901 começa-se a construir a ponte da Princesa, localizado onde atualmente fica a de Andaluzia, que une a rua do Vado se Santa catalina com a rotunda de Cádiz do distrito de Usera. A ponte, fabricada em ferro, foi inaugurada pelo rei Alfonso XIII em 1909 e substituída anos depois por uma de concreto. Na zona nordeste do bairro, entre a rua de Méndez Álvaro e o arroio Abroñigal, por onde passa atualmente a rodovia M-30, havia uma região denominada Barrio del Japón (Bairro do Japão) e um parque de limpezas, enquanto que na zona sul se localizava a estação depuradora de lixo de La China (A China). Esta zona, com a proximidade do rio Manzanares, está ocupada desde antigamente por hortas que perduraram até os anos 70 do século XX.
Em 1926 foi elaborado o projeto de construção do Mercado central de frutas e verduras, obra dos arquitectos Francisco Javier Ferrero Llusiá e Luis Bellido González, e do engenheiro José A. Peña Boeuf. O edifício é construído na parte mais ocidental do bairro, no triângulo formado pelas ruas do Vado de Santa María e Maestro Arbós, e o rio Manzanares. Este local foi escolhido por ser terreno público, já que desde a Idade Média a zona, conhecida como o prado da Arganzuela e que vai até a ponte de Toledo, havia pertencido ao concelho da vila.

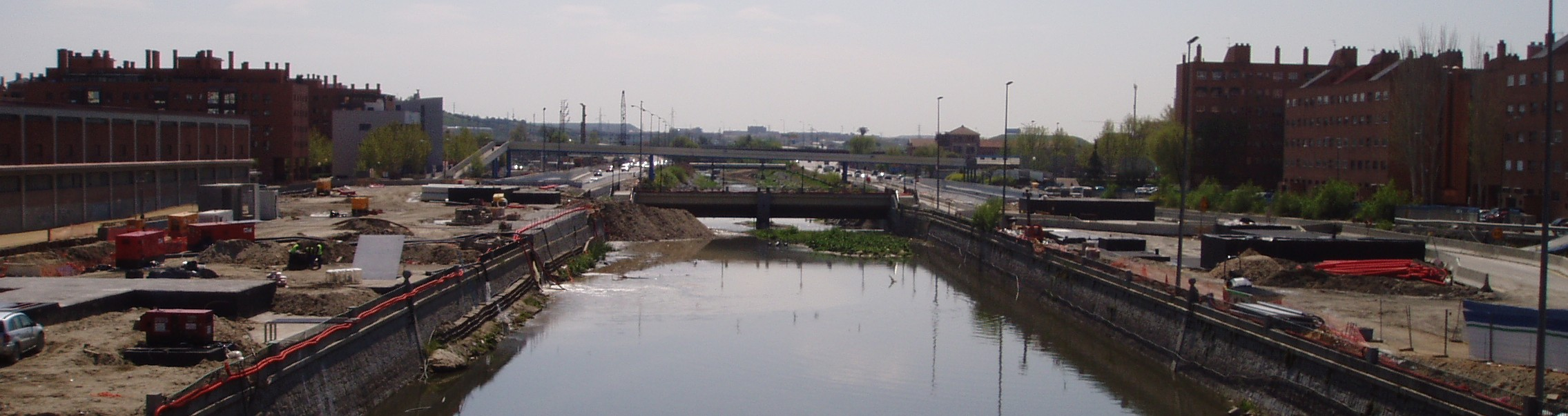
Vista panorâmica desde a ponte da Princesa. À esquerda se pode observar parte do Mercado Central de Frutas e Verduras e, atrás dele, os novos edifícios residenciais surgidos nos últimos anos no bairro de Legazpi. A foto foi tirada em abril de 2007, concluídas aa obras de enterramento da M-30, cujos túneis de entrada e saída podem ser observados de ambas as margens do rio, abaixo a passarela peão. Está projetado que nos próximos anos no espaço liberado se construa um parque linear.

Com a construção do edifício, inaugurado a 23 de abril de 1935, se consagrou a zona sul da cidade como despensa da cidade, já que anos antes havia sido construído o abatedouro no bairro vizinho de la Chopera, no outro lado da rua do Vado de Santa María. O edifício foi construído sobre grandes brames de concreto armado, pois o terreno não permitia a construção de fundações suficientemente sólidas para aguentar o peso dos caminhões que deviam transitar sobre ele. Contava com uma linha ferroviária que o unia com a estação de Delicias e foi fechado nos anos oitenta ao construir-se o novo mercado central da cidade, Mercamadrid.
A partir dos anos setenta, com o fechamento da estação de Delicias e a conseguinte transferência da atividade industrial à periferia da cidade, o bairro começou a transformar-se numa zona residencial. Esta transformação continua até hoje, junto aos novos blocos de edifício, todavia pode-se observar casas baixas mais humildes e antigas e mesmo sem o sol.
Uma parte importante do bairro, praticamente toda a zona leste até a M-30, está ocupada na atualidade pelo Parque de Enrique Tierno Galván, inaugurado no ano de 1986 em homenagem do que fora prefeito da cidade e construído sobre os terrenos antigamente conhecidos como Cerro de la Plata. O aterramento da M-30 permitirá no futuro o acesso desde a zona do antigo mercado ao rio Manzanares.

## População
Segundo o Anuario estadístico de 2006 (Anuário estatístico de 2006) do Ayuntamiento de Madrid, a população total do bairro é de 25.550 habitantes.

## Turismo
No bairro se encontram as instalações do Planetário de Madri e o IMAX (cinema em três dimensões). Ambos se encontram no parque de Enrique Tierno Galván, um dos mais importantes da capital, desde onde se pode acessar por um corredor em peão ao Museo del Ferrocarril (Museu da Ferrovia) situado na antiga Estação de Delicias, no bairro vizinho de Delicias.
Um edifício destacado é o antigo mercado de frutas e verduras de Madri, situado no ângulo oeste do bairro. Foi construído nos anos 30 do século XX e é de estilo racionalista. Atualmente é sede da câmara municipal, ainda que, dentro do projeto de reforma da M-30, se planeja a possibilidade de dedicá-lo a outras funções.
Ainda sem uma importância arquitectônica, La Casa del Reloj (a casa do relógio), é a atual sede da Junta Municipal do distrito de Arganzuela. Está previsto transferir a sede à antiga fábrica de Oxram, atual sede da Empresa Municipal de Habitação. A transferência se justifica, querem transformar o Matadouro, em um centro cultural, onde ainda unificar o balé nacional da Espanha e a companhia nacional de dança.
Medialab Matadero, é um espaço orientado à produção, investigação e difusão da cultura digital e da junção das áreas de arte, ciência e tecnologia.

## Transportes

### Metropolitano
- Legazpi (linas 3 e 6)
- Méndez Álvaro (linha 6)
- Arganzuela-Planetario (linha 6).

### Cercanias
- Méndez Álvaro (C5, C7 e C10)

### Ônibus
Linhas: 6 , 8 , 18 , 19 , 22 , 45 , 47 , 59 , 62 ,76 , 78 , 79 , 85 , 86 , 88 , 123 e 148.